# Dialexia hisanoi
Dialexia hisanoi is een keversoort uit de familie zwamkevers (Endomychidae). De wetenschappelijke naam van de soort werd in 1978 gepubliceerd door Sasaji.